# Нотиха
Нотиха — река в Свердловской области, приток Чусовой, впадает в неё справа в 297 км от устья. Длина реки 19 км. Истоки юго-западнее села Большие Галашки на территории охранной зоны Висимского заповедника (Горноуральский городской округ). От истока течёт на северо-запад, у подножия горы Острая, затем на запад по территории Шалинского городского округа, принимая справа притоки Северная Нотиха и Большая Нотиха. Затем круто поворачивает на юг и юго-запад, течёт вдоль западного подножия горы Кушманова, и впадает в Чусовую примерно в 1 км юго-восточнее деревни Мартьяново. Нижнее течение — на территории природного парка Река Чусовая. Абсолютная высота устья 238,5 м. Ниже устья на берегу Чусовой — камень-боец Нотихинский. В истоке реки — ботанический памятник природы Нотихинский кедровник.

## Данные водного реестра
По данным государственного водного реестра России, река Нотиха относится к Камскому бассейновому округу, речной бассейн — Кама, подбассейн — Кама до Куйбышевского водохранилища (без бассейнов рек Белой и Вятки), водохозяйственный участок — Чусовая от города Ревды до в/п посёлка Кын.
Код объекта в государственном водном реестре — 10010100612111100010560